# Cicero Township (Illinois)
Cicero Township est un township du comté de Cook dans l'Illinois, aux États-Unis,. 